# Korsze (gemeente)
De gemeente Korsze is een stad- en landgemeente in het Poolse woiwodschap Ermland-Mazurië, in powiat Kętrzyński.
De zetel van de gemeente is in Korsze.
Op 30 juni 2004 telde de gemeente 10 738 inwoners.

## Oppervlakte gegevens
In 2002 bedroeg de totale oppervlakte van gemeente Korsze 249,94 km², waarvan:
- agrarisch gebied: 77%
- bossen: 13%

De gemeente beslaat 20,61% van de totale oppervlakte van de powiat.

## Demografie
Stand op 30 juni 2004:
| Omschrijving                   | Totaal | Totaal | Vrouwen | Vrouwen | Mannen | Mannen |
| ------------------------------ | ------ | ------ | ------- | ------- | ------ | ------ |
| eenheid                        | aantal | %      | aantal  | %       | aantal | %      |
| inwoners                       | 10 738 | 100    | 5349    | 49,8    | 5389   | 50,2   |
| bevolkingsdichtheid (inw./km²) | 43     | 43     | 21,4    | 21,4    | 21,6   | 21,6   |

In 2002 bedroeg het gemiddelde inkomen per inwoner 1358,25 zł.

## Administratieve plaatsen (sołectwo)
Babieniec, Błogoszewo, Bykowo, Dłużec Wielki, Garbno, Gudniki, Gudziki, Kałwągi, Karszewo, Kraskowo, Łankiejmy, Parys, Piaskowiec, Płutniki, Podlechy, Prosna, Saduny, Sajna Wielka, Sątoczno, Suśnik, Tołkiny.

## Overige plaatsen
Błuskajmy Małe, Błuskajmy Wielkie, Chmielnik, Długi Lasek, Dłużec Mały, Dubliny, Dzierżążnik, Dzikowizna, Giełpsz, Glitajny, Głowbity, Gnojewo, Góra, Kałmy, Kamień, Kaskajmy Małe, Kowalewo Duże, Kowalewo Małe, Łękajny, Marłuty, Nunkajmy, Olszynka, Podgórzyn, Polany, Pomnik, Równica Dolna, Równica Górna, Sajna Mała, Sarkajmy, Sątoczek, Słępy, Starynia, Stawnica, Studzieniec, Suliki, Trzeciaki, Wandajny, Warnikajmy, Wągniki, Wetyn, Wiklewo, Wiklewko, Wygoda.

## Aangrenzende gemeenten
Barciany, Bisztynek, Kętrzyn, Reszel, Sępopol

## Link zewnętrzny
- Niet-officiële website miasta en gminy Korsze - Tomasz Lenkowski